# Massals
Massals es una comuna francesa situada en el departamento de Tarn, en la región Occitania .

## Demografía
| 307 | 343 | 258 | 186 | 161 | 155 | 104 |
| Para los censos de 1962 a 1999 la población legal corresponde a la población sin duplicidades (Fuente: INSEE [Consultar]) |     |     |     |     |     |     |